# Coopersburg
Coopersburg es un borough ubicado en el condado de Lehigh en el estado estadounidense de Pensilvania. En el año 2000 tenía una población de 2,582 habitantes y una densidad poblacional de 1,074 personas por km².

## Geografía
Coopersburg se encuentra ubicado en las coordenadas 40°30′37″N 75°23′24″O / 40.51028, -75.39000.

## Demografía
Según la Oficina del Censo en 2000 los ingresos medios por hogar en la localidad eran de $43,603 y los ingresos medios por familia eran $51,935. Los hombres tenían unos ingresos medios de $36,938 frente a los $29,545 para las mujeres. La renta per cápita para la localidad era de $21,689. Alrededor del 2.9% de la población estaba por debajo del umbral de pobreza.